# Psyllobora
Genre
Le genre Psyllobora regroupe des coléoptères fongivores de la famille des coccinellidés.
Une seule espèce est présente en Europe :
- Psyllobora vigintiduopunctata (Linnaeus, 1758) ; elle est également appelée Thea vigintiduopunctata (L.) ou Thea 22-punctata. On la trouve dans la végétation basse où elle se nourrit de rouilles (fonges). L'adulte est visible d'avril à août[1].

## Liste d'espèces
Selon BioLib (13 mars 2023) :
- Psyllobora bicongregata Boheman, 1859
- Psyllobora bisoctonotata (Mulsant, 1850)
- Psyllobora borealis Casey, 1899
- Psyllobora confluens (Fabricius, 1801)
- Psyllobora dissimilis Mulsant, 1850
- Psyllobora evanescens Almeida & Marinoni, 1983
- Psyllobora hybrida Mulsant, 1850
- Psyllobora marshalli Crotch, 1874
- Psyllobora plaumanni Almeida, 1985
- Psyllobora roei Mulsant, 1850
- Psyllobora vigintiduopunctata (Linnaeus, 1758)
- Psyllobora vigintimaculata (Say, 1824)

Selon ITIS (21 avril 2014) :
- Psyllobora borealis Casey, 1899
- Psyllobora conspurcata Boheman, 1859
- Psyllobora nana Mulsant, 1850
- Psyllobora parvinotata Casey, 1899
- Psyllobora plagiata Schaeffer, 1908
- Psyllobora renifer Casey, 1899
- Psyllobora vigintimaculata (Say, 1824)